# Sandoricum koetjape
El Sandoricum koetjape (sinònim. S. indicum i S. nervosum) és un fruit tropical proporcionat per un arbre del sud-est asiàtic.

## Origen i distribució
Es creu que és natiu de l'antiga Indoxina i la península malaia, i que va ser introduït a l'Índia, Borneo, Indonèsia, les Moluques, Maurici, i les Filipines llocs on s'ha naturalitzat.

## Descripció
Hi ha dues varietats que abans es consideraven espècies diferents, la varietat groga i la vermella. Les dues varietats de fruit tenen una pell que pot ser prima o gruixuda. És comestible i tenen un suc lletós. La polpa pot ser dolça o agre i té llavors marrons que no es poden menjar.
L'arbre és de creixement ràpid i pot fer 50 m d'alt. Les fulles tenen costelles, les flors són rosades o de color groc verdós i fan un cm de llarg.

## Usos

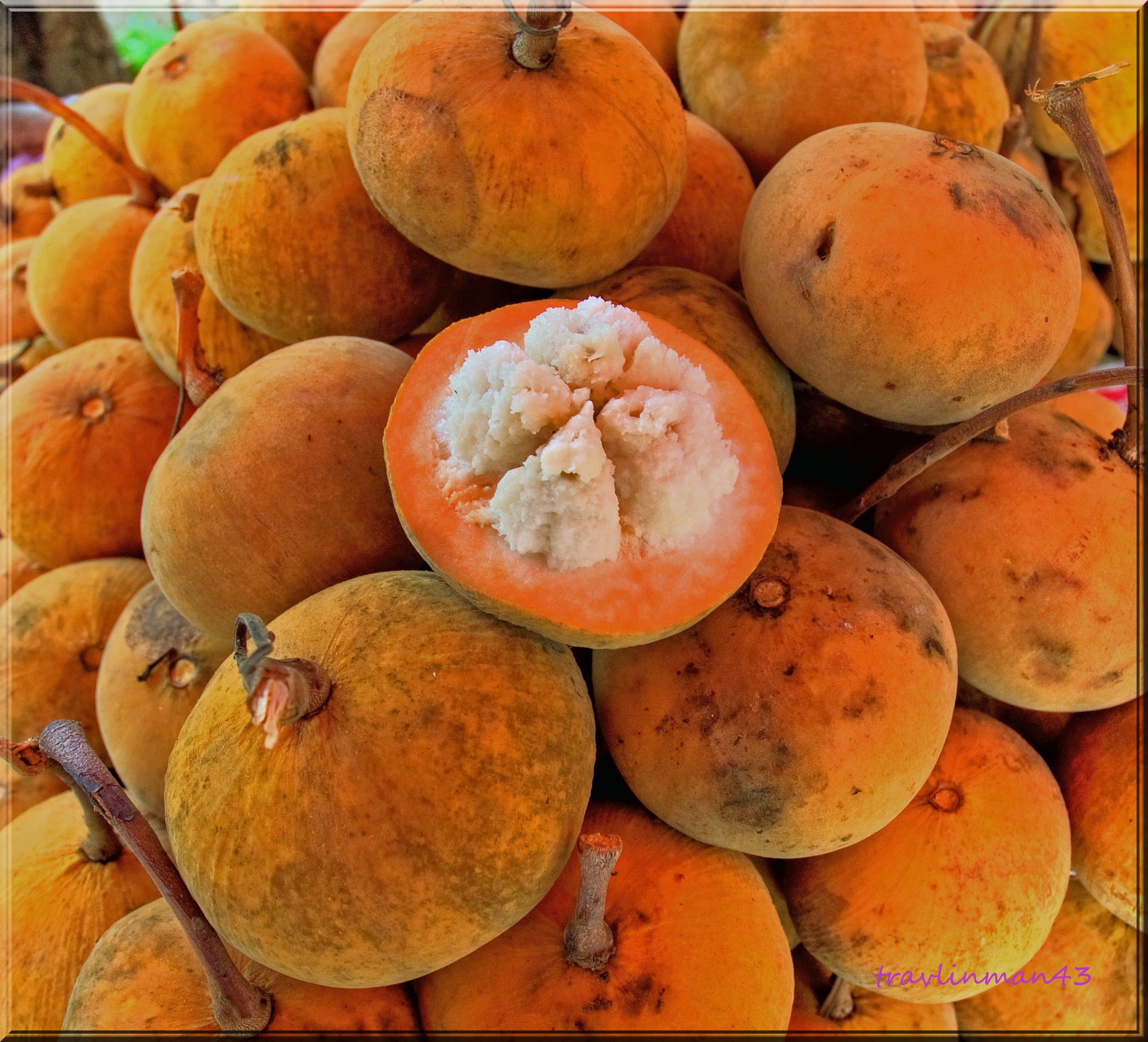
Santols mostrant la polpa i les llavors

La polpa es menja crua sense afegir-hi res o amb espècies afegides. Cuita se'n fan melmelades. A les filipines es menja bullida en llet de coco. Les llavors si s'empassen poden donar problemes com la perforació intestinal.
La fusta es fa servir en construcció, és fàcil de treballar i polir. Diverses parts de la plant tenen propietats antiinflamatòries, i propietats anticanceroses in vitro. Els extractes de les llavors de santol tenen propietats insecticides.